# Avenida San Bernardino
La avenida San Bernardino es una vía arteria que recorre de norte a sur la localidad de Bosa, perteneciente a Bogotá (Colombia).

## Nombre
La avenida recibe su nombre de los antiguos predios que conformaban la extinta vereda San Bernardino, que por ese entonces pertenecía al otrora  municipio de Bosa, que se anexó al distrito especial de Bogotá en 1954.

## Trazado
Recibe numerosos nombres como Carrera 80j, iniciando en la Variante Bosa San José que conduce a Ciudad Verde de Soacha en los límites de las ciudadelas Parques de Villa Javier y Bosa La Esperanza y el barrio Bosa El Jardín, desde la Calle 82 sur hasta la diagonal 74 sur (Manzanares), luego Transversal 79d hasta la Transversal 78i (Bosa San Pablo), Carrera 78c hasta la Calle 65 sur y Carrera 77M hasta la Calle 63 sur. En esta avenida se benefician además de los barrios mencionados, Bosa Nueva Granada y Carlos Albán.
En el futuro se planea su ampliación a la UPZ de Tintal Sur, en los predios del Plan parcial El Edén, los barrios Acapulco y Potrerítos y la ciudadela Campo Verde hasta la Avenida Longitudinal de Occidente.

## Intersecciones
- En cursiva, las intersecciones futuras

Como es una vía propia de la localidad de Bosa comprende las siguientes intersecciones destacables:
- Calle 78 sur
- Avenida Ciudad de Cali (Calle 75 sur)
- Carrera 80J
- Carrera 79
- Carrera 78c (vía al Humedal Tibanica y al barrio José María Carbonell)
- Calle 71a Sur (vía al barrio Olivos de Soacha)
- Transversal 78I (vía a Bosa Centro y Avenida Agoberto Mejía)
- Diagonal-Calle 69b sur (vía al barrio León XIII de Soacha)
- Calle 65 sur (sentido al interior de Bosa al norte)
- Calle 63 Sur (sentido a la Autopista NQS en Bosa La Estación)

## Rutas SiTP

### Rutas alimentadoras
G   Portal Sur - JFK Cooperativa Financiera
- 10-3 Albán-Carbonell: comprenden las primeras seis paradas en desalimentación-alimentación desde la Transversal 77M con Calle 65 Sur hasta la Carrera 79D con Diagonal 73H Sur para iniciar retorno al portal por la Avenida Ciudad de Cali y la Carrera 81.[1]

### Rutas Zonales
- C135: Hasta la Avenida Ciudad de Cali
- E16: Hasta la Transversal 78H
- P24: Hasta la Calle 71D Sur y retoma a la Calle 68 Sur para ir a la Transversal 78H
- 99: Hasta la Avenida Ciudad de Cali
- 139
- 782: Hasta la Transversal 78H
- 781: Hasta la Transversal 78H